# Gosnold
Gosnold è un comune degli Stati Uniti d'America facente parte della contea di Dukes nello stato del Massachusetts.
Il territorio del comune è formato da circa 12 isole che formano l'arcipelago delle Elizabeth Islands.